# Szesemetka
Szesemetka (sšm.t-k3; „Aki vezeti a kát”;) ókori egyiptomi királyné volt az I. dinasztia idején. Den vagy Dzser felesége. Dzser közelében temették el Abüdoszban.
Életéről keveset tudni. Egy sztéléje maradt fenn Den abüdoszi sírja közelében, ezen a következő címeket viseli: wr.t ḥt=s („A jogar úrnője”); m33.t ḥr.(w) (Maat-Hór)
„Aki látja Hóruszt”); rnm.t stš Renmet-Szetes („Aki Széthet hordozza”). Nem ő az egyetlen királyné, akinek sztéléjét megtalálták Den sírja közelében; rajta kívül Szemat és Szerethór ismert.

## Fordítás
- Ez a szócikk részben vagy egészben  a   Seshemetka című angol Wikipédia-szócikk ezen változatának fordításán alapul.  Az eredeti cikk szerkesztőit annak laptörténete sorolja fel. Ez a jelzés csupán a megfogalmazás eredetét és a szerzői jogokat jelzi, nem szolgál a cikkben szereplő információk forrásmegjelöléseként.